# 藤原光子

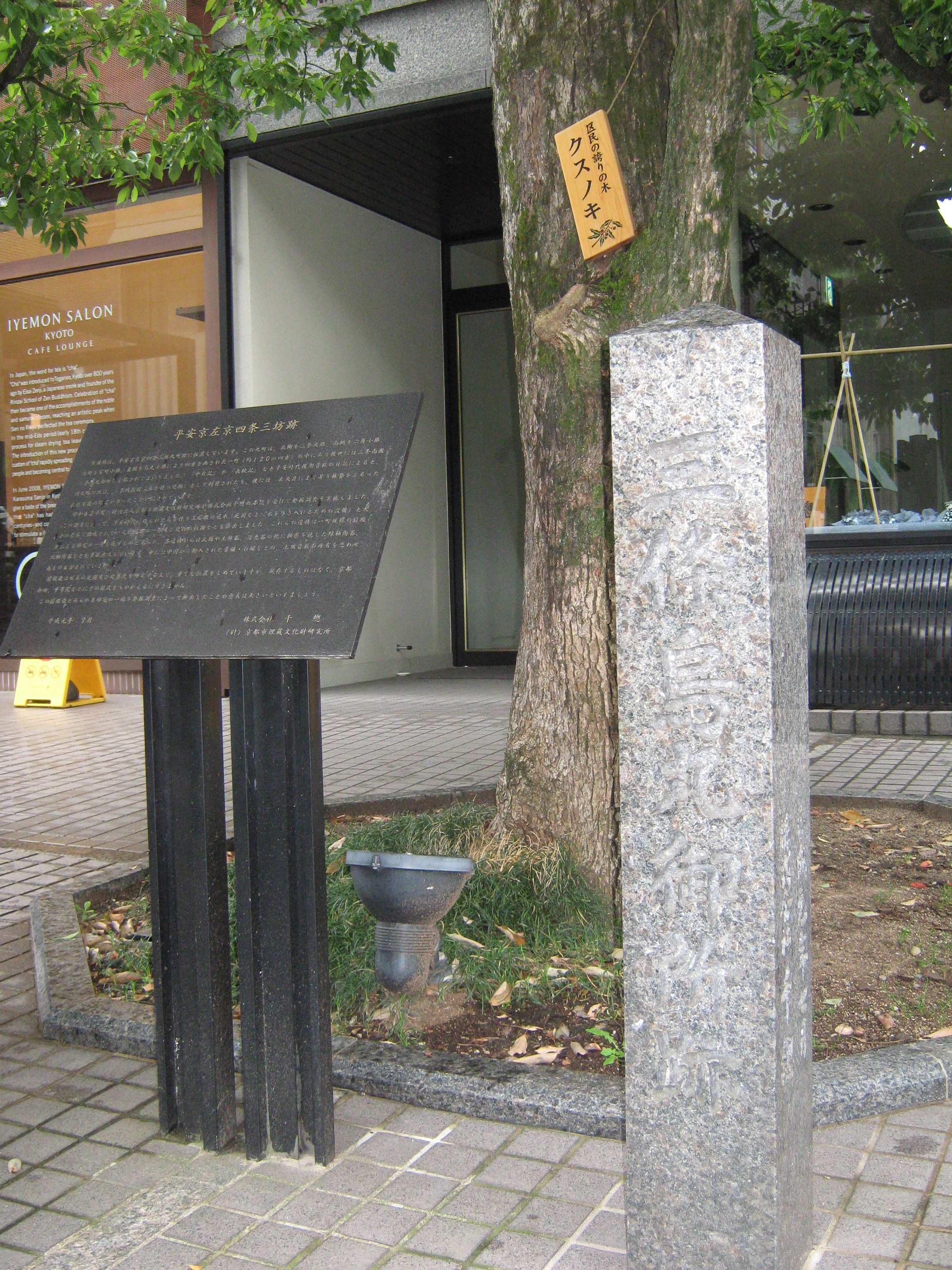
三条烏丸御所跡（藤原光子が最初の居住者だった）。京都市中京区烏丸西入南側

藤原 光子（ふじわら の みつこ、康平3年（1060年） - 保安2年4月16日（1121年5月4日））は、平安時代後期の女官。但馬守藤原隆方の娘で、藤原為房の姉妹。藤原公実の側妾となり、藤原通季、僧仁実、藤原実能、僧覚源、藤原公子、藤原実子、藤原璋子（待賢門院）をはじめ8人の子女を産んだ。堀河天皇・鳥羽天皇の親子にわたる乳母であった。
寛治元年（1087年）、堀河天皇の乳母として典侍となり「中納言典侍」と呼ばれる。康和4年（1102年）、従三位に叙せられる。「弁三位」と呼ばれたのは、父隆方が弁官であったためと思われる。翌5年1月、鳥羽天皇の乳母を兼任した。天仁元年（1108年）正三位に叙任。娘の実子が翌年正式に乳母となると、母の光子は大蔵三位と呼ばれた。天永3年（1112年）従二位に昇進した。堀河・鳥羽両天皇の乳母として政界に隠然たる力を持ち、保安2年4月16日、62歳で薨去した。